# Angelówka (obwód tarnopolski)
Angelówka, Angełówka (ukr. Ангелівка) – wieś w rejonie tarnopolskim obwodu tarnopolskiego. W II Rzeczypospolitej miejscowość znajdowała się w powiecie tarnopolskim województwa tarnopolskiego. Liczy 590 mieszkańców.
Znajduje tu się przystanek kolejowy Angelówka, położony na linii Odessa – Lwów.